# Pheidole infernalis
Pheidole infernalis  (лат.) — вид муравьёв рода Pheidole из подсемейства Myrmicinae (Formicidae). Неотропика: Боливия (Parque Nacional Noel Kempff Mercado, 14°48’S 60°23’W). Обнаружен в подстилочном слое дождевого тропического леса на высоте 700 м. Мелкие муравьи (1—2 мм) желтовато-коричневого цвета с характерными большеголовыми солдатами. На проподеуме имеются шипы. Усики рабочих и самок 12-члениковые (13 у самцов) с 3-члениковой булавой. Ширина головы крупных рабочих (HW) — 0,72 мм (длина головы — 0,74 мм). Ширина головы мелких рабочих — 0,48 мм (длина головы — 0,52 мм). Pheidole infernalis относится к видовой группе Pheidole flavens Group и сходен с видами Pheidole ademonia, Pheidole peltastes, Pheidole sospes и Pheidole termitobia.